# Chloropseustes
Chloropseustes is een geslacht van rechtvleugeligen uit de familie veldsprinkhanen (Acrididae). De wetenschappelijke naam van dit geslacht is voor het eerst geldig gepubliceerd in 1918 door Rehn.

## Soorten
Het geslacht Chloropseustes omvat de volgende soorten:
- Chloropseustes aratayensis Descamps, 1978
- Chloropseustes aurantiaca Descamps, 1977
- Chloropseustes bifurculifer Amédégnato & Descamps, 1978
- Chloropseustes brunneus Roberts & Carbonell, 1980
- Chloropseustes flavipes Roberts & Carbonell, 1980
- Chloropseustes guyanensis Descamps & Amédégnato, 1970
- Chloropseustes leticiae Amédégnato & Descamps, 1978
- Chloropseustes leucotylus Rehn, 1918
- Chloropseustes nigricans Descamps & Amédégnato, 1970
- Chloropseustes perlaeta Descamps, 1977
- Chloropseustes rondoniae Roberts & Carbonell, 1980
- Chloropseustes rubrotinctus Amédégnato & Descamps, 1978
- Chloropseustes sanguinolentus Amédégnato & Descamps, 1978